# Hồ Tây, Bành Hồ
hương Hồ Tây (tiếng Trung: 湖西鄉; bính âm: Húxī Xiāng; Wade–Giles: Hu2-hsi1 Hsiang1) là một hương (xã) thuộc huyện Bành Hồ, Đài Loan. Hương nằm tại nửa phía đông của đảo chính Bành Hồ, là hương lớn nhất về diện tích của Bành Hồ. Sân bay Bành Hồ nằm trên địa phận hương Hồ Tây.

## Lịch sử
Tại hương Hồ Tây, người ta đã tìm thấy các di chỉ của bộ lạc nguyên thủy từ 4.000 đến 5.000 năm trước. Tại xã khu Quả Diệp, trên cồn cát ven biển cách bờ biển khoảng 200 mét về phía đông, từng phát hiện di chỉ thời kỳ cuối văn hóa Đại Bộn Khanh cách nay khoảng 4800 năm.
Hương Hồ Tây được quản lý với tên trang Kosei (湖西庄) thời Nhật Bản cai trị. Từ năm 1920 đến năm 1926, trang này thuộc quận Hōko, châu Takao. Năm 1926, quần đảo Bành Hồ được chuyển thành thính Hōko; trang được đổi thành chi thính Makō (馬公支廳).
Chuyến bay 222 của TransAsia Airways bị rơi tại thôn Tây Hề của hương Hồ Tây vào ngày 23 tháng 7 năm 2014, khiến 48 người thiệt mạng.

## Địa lý
Hương Hồ Tây gồm có mười đảo nhỏ. Hương có nhiều thôn, trong đó thôn Quả Diệp nổi tiếng vì cảnh bình minh do có góc cực đông của đảo chính Bành Hồ. Thôn Bắc Liêu được nhìn nhận là một nơi tươi đẹp với cảnh biển và một ngọn đồi.
Núi Khuê Bích 奎壁山 nằm bên bờ biển thôn Bắc Liêu, là một trong tám cảnh quan cũ của Bành Hồ. Bên cạnh lối đi bộ còn có một con đường bí mật, dài khoảng 70 m. Ngoài ra còn có một con đường mòn sát vách biển dài khoảng 250 m, có thể ngắm những bức tường bazan dọc theo con đường. Công viên địa chất núi Khuê Bích có một vùng bãi triều dẫn đến đảo Xích, một hòn đảo thủy triều không có người ở, có thể đi bộ trên đó.

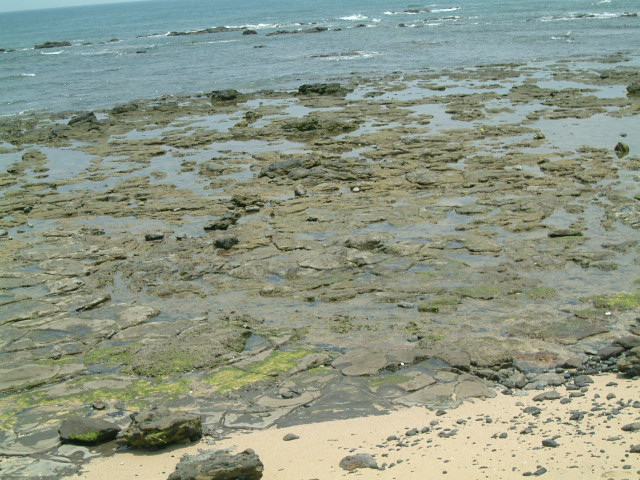
Địa hình ven biển Long Môn

Núi Thái Vũ 太武山 hay còn gọi là núi Đại Vũ 大武山, cao khoảng 42 m, là một trong tám kỳ quan của Bành Hồ. Bởi vì gió mùa đông bắc thổi vào mạnh mà không có núi cao che chắn, rừng khó mà sinh tồn. Có nhiều nhà trồng rau ở phía bắc núi Thái Vũ và đồng cỏ chăn nuôi gia súc ở phía nam núi. Đỉnh núi là khu vực kiểm soát quân sự, người bình thường không được phép vào.
Long Môn nằm ở phía đông của hương Hồ Tây, vào mùa đông có gió mùa đông bắc thổi mạnh làm tăng lực nước, cuộn thành những con sóng cao trắng xóa ập vào bờ tạo thành cảnh quan như tuyết trắng. Ngoài gió mùa đông bắc mạnh, độ sâu của nước và các rạn san hô dày đặc cũng là những yếu tố quan trọng, đây được gọi là "Long Môn cổ lãng" trong tám kỳ quan của Bành Hồ.
Đảo Hương Lô nằm ở vùng biển ngoài khơi thôn Tiêm Sơn, khi thủy triều lên có diện tích khoảng 0,0015 km2 và diện tích khi thủy triều thấp vào khoảng 0,0432 km2. Vào sáng sớm mùa hè, hòn đảo đầy sương khói, hiện ra một cảnh tượng mờ ảo, và vào lúc hoàng hôn, nó ẩn hiện trên biển.
Bãi biển Ải Môn nằm gần sân bay Bành Hồ, được cấu tạo bởi các mảnh vụn san hô và vỏ sò, và các vi sinh vật, trong đó đặc điểm chính là các cục đá trùng lỗ hình sao.
Công viên Lâm Đầu nằm bên bờ biển ở thôn Lâm Đầu, thông với bãi biển Ải Môn, nơi đây nổi tiếng là khu rừng nhân tạo vì bị gió biển thổi bay nhiều năm, thảm thực vật không thể phát triển. Hai bên đường trong công viên là những rặng phi lao hơn 40 năm tuổi, phía bắc có đồi cao làm rào chắn, phía nam mưa nhiều, ven biển hình thành rừng cây. Ở phía tây của công viên, có một nghĩa trang quân đội.

## Hành chính
Hương Hồ Tây được chia thành 22 thôn:
- Ải Môn (隘門村, Àimén Cūn)
- Bạch Khanh (白坑村, Báikēng Cūn)
- Bắc Liêu (北寮村, Běiliáo Cūn)
- Thành Bắc (城北村, Chéngběi Cūn)
- Thành Công (成功村, Chènggōng Cūn)
- Đỉnh Loan (鼎灣村, Dǐngwān Cūn)
- Đông Thạch (東石村, Dōngshí Cūn)
- Quả Diệp (果葉村, Guǒyè Cūn)
- Hồng La (紅羅村, Hóngluó Cūn)
- Hồ Đông (湖東村, Húdōng Cūn)
- Hồ Tây (湖西村, Húxī Cūn)
- Tiêm Sơn (尖山村, Jiānshān Cūn)
- Lâm Đầu (林投村, Líntóu Cūn)
- Long Môn (龍門村, Lóngmén Cūn)
- Nam Liêu (南寮村, Nánliáo Cūn)
- Thanh Loa (青螺村, Qīngluó Cūn)
- Sa Cảng (沙港村, Shāgǎng Cūn)
- Tây Khê (西溪村, Xīxī Cūn)
- Thái Vũ (太武村, Tàiwǔ Cūn)
- Đàm Biên (潭邊村, Tánbiān Cūn)
- Hứa Gia (許家村, Xǔjiā Cūn)
- Trung Tây (中西村, Zhōngxī Cūn)

## Nhân khẩu
Căn cứ thống kê của cơ quan nội chính huyện Bành Hồ, đến cuối năm 2022 hương Hồ Tây có khoảng 6.3 nghìn hộ, nhân khẩu khoảng 16 nghìn người. Các thôn có dân số đông nhất và ít nhất trong thôn lần lượt là thôn Long Môn và thôn Thái Vũ, vào cuối năm 2022 có dân số lần lượt là 2011 người và 97 người, trong đó thôn Thái Vũ cũng là thôn có dân số ít nhất huyện Bành Hồ.

## Giáo dục
- Trung học Quốc dân Hồ Tây 澎湖縣立湖西國民中學
- Trung học Quốc dân Chí Thanh 澎湖縣立志清國民中學
- Tiểu học Quốc dan Hồ Tây 澎湖縣湖西鄉湖西國民小學
- Tiểu học Quốc dân Tây Khê 澎湖縣湖西鄉西溪國民小
- Tiểu học Quốc dân Sa Cảng 澎湖縣湖西鄉沙港國民小學
- Tiểu học Quốc dân Thành Công 澎湖縣湖西鄉成功國民小學
- Tiểu học Quốc dân Ải Môn 澎湖縣湖西鄉隘門國民小學
- Tiểu học Quốc dân Long Môn 澎湖縣湖西鄉龍門國民小學